# Dekanat Kodiak
Dekanat Kodiak – jeden z ośmiu dekanatów diecezji Alaski Kościoła Prawosławnego w Ameryce.
Na terytorium dekanatu znajdują się następujące parafie:
- Parafia Opieki Matki Bożej w Akhiok
- Parafia Wniebowstąpienia Pańskiego w Karluk
- Parafia Zmartwychwstania Pańskiego w Kodiak
- Parafia św. Hermana z Alaski w Larsen Bay
- Parafia Trzech Świętych Hierarchów w Old Harbor
- Parafia Narodzenia Pańskiego w Ouzinkie
- Parafia Narodzenia Matki Bożej w Port Lions